# پایگاه هوایی برودی
پایگاه هوایی برودی (به انگلیسی: Brody (air base)) یک فرودگاه نظامی است که یک باند فرود بتن دارد و طول باند آن ۲۰۰۰ متر است. این فرودگاه در شهر برودی کشور اکراین قرار دارد و در ارتفاع ۲۴۰ متری از سطح دریا واقع شده‌است.